# ال گینچو
پابلو دیاز ریخا (اسپانیایی: Pablo Díaz-Reixa‎؛ زادهٔ ۱۷ نوامبر ۱۹۸۳) که به‌طور حرفه‌ای با نام ال گین‌چو (el Guincho) شناخته می‌شود، موسیقی‌دان، خواننده و تهیه‌کننده موسیقی اهل اسپانیا است. دیاز ریخا با آلبوم آلِگرانسا (Alegranza) که در سال ۲۰۰۸ منتشر شد، به شهرت رسید. سبک موسیقی او بیشتر به استفاده از سمپلینگ وابسته است و عناصری از افروبیت، داب، تروپیکالیا و راک اند رول را در بر می‌گیرد. او سبک تولید موسیقی خود را «اکسوتیکای دوران فضا» توصیف کرده و بیشتر موسیقی‌اش رو با دستگاه Roland SP-404 می‌سازد.

## اوایل زندگی
دیاز ریخا به عنوان تنها فرزند خانواده در لاس پالماس د گران کاناریا، در جزایر قناری به دنیا آمد. پس از اتمام دبیرستان، برای ادامه تحصیل به بارسلون، اسپانیا نقل مکان کرد، جایی که در رشته مطالعات رسانه‌ای تحصیل کرد. در طول اقامت در این شهر، شروع به ساخت موسیقی کرد و عضو گروه موسیقی کوکونات بود.